# Dark Sky Island
Dark Sky Island é o oitavo álbum de estúdio da cantora, compositora e musicista irlandesa Enya, lançado em 20 de novembro de 2015 pela Warner Bros. Records. 
Após o lançamento de seu álbum anterior, And Winter Came... (2008), Enya não tinha certeza do que fazer a seguir em sua carreira, então ela decidiu dar um tempo na música, o qual durou três anos. Na primavera de 2012, ela começou a escrever e gravar material para um novo álbum, com seus colaboradores de longa data, o produtor e arranjador Nicky Ryan, e sua esposa, a letrista Roma Ryan. Enya se inspirou para a faixa-título e para o álbum na designação de 2011 de Sark, nas Ilhas do Canal, como uma reserva de céu escuro, e em uma coleção de poemas de Roma Ryan sobre ilhas.
Dark Sky Island recebeu críticas positivas dos críticos, e foi um sucesso comercial quando de seu lançamento. O álbum alcançou a posição de número 4 na parada britânica UK Albums Chart, a mais alta de Enya na parada desde Shepherd Moons (1991), e a posição de número 8 na parada Billboard 200, nos Estados Unidos. O álbum alcançou ainda o top 5 em nove outros países. Uma edição Deluxe, incluindo três faixas extras, também foi lançada, e em 2017 foi lançada uma edição em LP, fazendo de Dark Sky Island o primeiro lançamento em vinil de Enya desde seu álbum de estreia homônimo, em 1987.

## Antecedentes

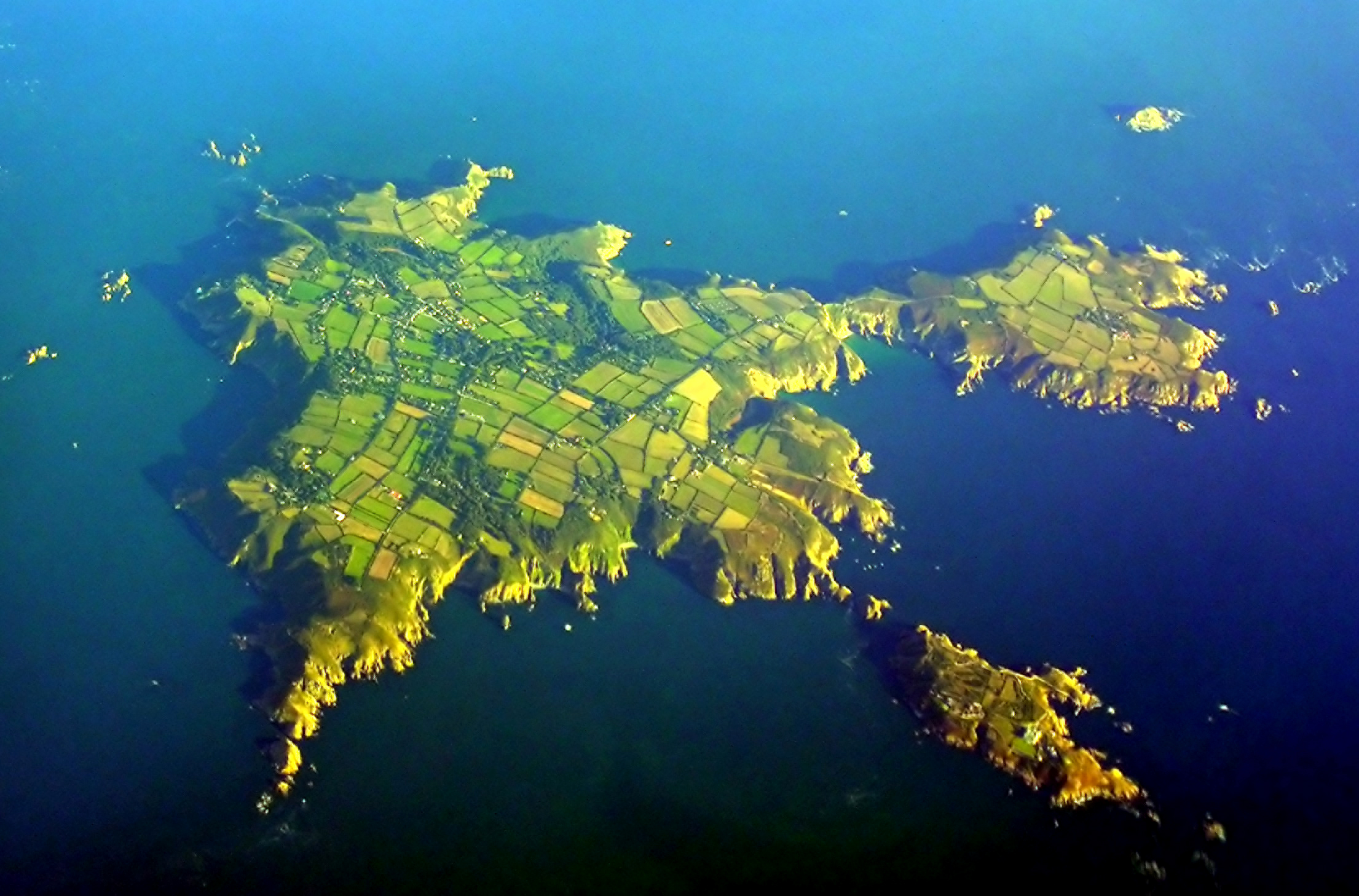
A ilha de Sark inspirou o título do álbum.

Após o lançamento de And Winter Came... (2008), Enya deu uma longa pausa sem escrever ou gravar e passou um tempo longe da Irlanda para viajar e comprar uma casa no sul da França. Aigle Studios, seu estúdio de gravação habitual em Dún Laoghaire, Condado de Dublin, na Irlanda, também foi reformado em 2011 o que atrasou os planos para retomar o trabalho em um novo álbum de estúdio.
Em 2012 Enya voltou ao estúdio para gravar Dark Sky Island, seu oitavo no geral, com sua letrista de longa data Roma Ryan e o  produtor Nicky Ryan. O título do álbum foi inspirado pela designação da ilha de Sark como a primeira "ilha de céu escuro" do mundo e uma série de livros de poesia de Roma Ryan sobre ilhas. "Dark Sky Island", a faixa título do álbum, foi a primeira música a ser escrita para o disco. Enya descreveu o álbum como tendo uma temática "de jornadas", mas não é um álbum conceitual como foi And Winter Came... que tinha o inverno como tema central. Ela falou sobre o álbum: "as jornadas para a ilha, jornadas de vida; histórias, emoções; e viagens através de grandes oceanos".

### Canções
"The Humming..." é uma canção "que medita sobre o ciclo do universo e como as mudanças afetam tudo". Segundo Nicky Ryan, a música teve origem de uma melodia que Enya começou a murmurar. Ele adicionou, "O título se refere ao som do início do universo, que está em torno de quarenta e sete oitavas abaixo da menor tecla do piano". Nicky revelou que trabalhou cientificamente na compressão e altura da vibração para ser audível aos ouvidos humanos, "captado pela sonda espacial Planck", transformou o som num murmúrio, dando à canção um título adequado. "So I Could Find My Way" está arranjada num compasso ternário e composta em ré maior. Enya descreveu a melodia como "muito emocional". A canção é dedicada à falecida mãe de Nicky Ryan e fala da "trajetória de vida de uma mãe" como "algo bastante universal... Você pensa sobre o que ela deixou para trás em sua vida. É o que você sempre irá lembrar. Quais eram as histórias dela, o que ela desejava para você; na esperança que você encontrasse seu caminho". "Even in the Shadows" apresenta um contrabaixo tocado pelo músico irlandês de rock e jazz Eddie Lee.  Lee é um membro da banda irlandesa Those Nervous Animals de Sligo, Irlanda, e foi companheiro de Enya na gravadora Tara Music no início dos anos 1980, quando Enya era membro da banda Clannad no período de 1980-1982.
Pela primeira vez desde Amarantine (2005), há duas canções no álbum que apresentam letras em Loxian, uma língua criada por Roma Ryan. Essas canções em particular focam em "temas intergalácticos" e contos transcendentais e futuristas para os quais Roma Ryan usa o Loxian. A canção "Astra et Luna" é cantada em latim. "Echoes in Rain" é uma composição em escala menor, especificamente fá sustenido menor, e tem uma  "marcha rítmica celebrando o fim da jornada". A canção inclui uma ponte baseada em  piano, similar aos solos de piano de Enya em seus primeiros álbuns. Os vocais de Enya alcançam duas oitavas de B2 a E5. A letra descreve os sentimentos de uma longa jornada para casa, viajando por noites e dias, com os versos detalhando como os ambientes e as emoções mudam durante toda a viagem. "I Could Never Say Goodbye" é um lamento irlandês com "um arranjo escasso e na forma de hino". "Sancta Maria" mistura sintetizadores e instrumentação clássica.

## Lançamento e divulgação
O álbum foi anunciado por Enya em seu site da internet em setembro de 2015. O título, primeiro single e lista de faixas foram divulgados em 7 de outubro de 2015.  Junto com as edições padrão e deluxe em formatos digitais, uma edição em vinil foi disponibilizada,  fazendo de Dark Sky Island o primeiro lançamento em vinil de Enya desde seu álbum de estreia homônimo relançado como The Celts em 1992.
Dark Sky Island foi lançado em CD e download digital em 20 de novembro de 2015. Foi lançado em LP em 18 de dezembro de 2015.
Dois singles promocionais foram lançados. "So I Could Find My Way" foi lançado digitalmente em 30 de outubro de 2015. Seu vídeo, lançado em 6 de novembro, mostra Enya se apresentando na Capela Real de Dublin com uma orquestra de cordas e coro. "The Humming..." foi lançado digitalmente em 13 de novembro junto com um vídeo apresentando as letras no mesmo dia.
Nas semanas seguintes ao lançamento de Dark Sky Island , as várias redes sociais oficiais de Enya postaram entrevistas com Enya e sua letrista Roma Ryan, previews do álbum, fotos exclusivas e momentos "behind the scenes" (por trás dos bastidores), letras e vídeos musicais, e informações do iTunes sobre os primeiros lançamentos das canções do álbum. Esse é o primeiro uso das redes  sociais para promover a música de Enya bem como para dar aos fãs conteúdo exclusivo e informações oficiais. Ao embarcar na viagem promocional para promover Dark Sky Island, a própria Enya inicialmente promoveu o álbum nas Ilhas Britânicas, sendo entrevistada pelo The Irish Times, antes de ser convidada para o programa Lorraine da ITV e Front Row da BBC Radio 4 em 19 de novembro de 2015, e outros grandes programas de rádio como The Chris Evans Breakfast Show da BBC Radio 2 e do programa de Gerry Kelly da BBC Radio Ulster no dia do lançamento do álbum. Em seguida ela promoveu o álbum a nível mundial, divulgando-o com entrevistas no Japão e Estados Unidos em telejornais e programas matinais. Em 13 de dezembro de 2015, Enya fez uma performance surpresa no show de Natal da Universal Studios Japan em Osaka, Japão, de duas canções- "Orinoco Flow" e "Echoes in Rain". Ela chamou a performance de "presente surpresa" para os fãs japoneses, e elogiou as celebrações "espetaculares" daquele dia.
Dark Sky Island estreou na parada de álbuns do Reino Unido, UK Albums Chart na 4ª posição, a mais alta de Enya na tabela de álbuns daquele país desde Shepherd Moons (1991).

## Recepção da crítica
| Críticas profissionais   | Críticas profissionais |
| Pontuações agregadas     | Pontuações agregadas   |
| Fonte                    | Avaliação              |
| ------------------------ | ---------------------- |
| Metacritic               | 78/100                 |
| Avaliações da crítica    |                        |
| Fonte                    | Avaliação              |
| allmusic                 | [ 20 ]                 |
| London Evening Standard  | [ 21 ]                 |
| Fort Worth Star-Telegram | [ 22 ]                 |
| The Guardian             | [ 23 ]                 |
| The Irish Times          | [ 24 ]                 |
| Música Nueva             | [ 25 ]                 |
| Newsday                  | B+                     |
| Pitchfork                | [ 27 ]                 |

Dark Sky Island recebeu da maior parte dos críticos uma recepção positiva. No Metacritic, que estabelece uma média de até cem pontos com base nas avaliações dos analistas, o álbum recebeu uma pontuação média de 78, o que indica "avaliações geralmente favoráveis", baseado em 8 resenhas. Em sua avaliação para o allmusic, Timothy Monger deu ao álbum 4 de 5 estrelas. Ele escreveu que o álbum "tem toda a temática e timbres sonoros típicos de um lançamento de Enya, mas com consideráveis destaques comparado aos seus dois álbuns anteriores" e destaca "The Humming" como "uma das canções mais fortes que ela produziu em décadas e que se assemelha a um primo obscuro de sua obra-prima "Caribbean Blue" (1991). Ele resumiu o álbum "consegue aproveitar um pouco da energia e criatividade dos primeiros dias de Enya e une com ambos a confiança e as sombras da idade". John Aizlewood, do Evening Standard, deu ao álbum uma avaliação de 4 estrelas, resumindo com "magnífico em todos os sentidos" com "canções construídas com camadas e mais camadas de vocais... camadas sobre camadas de instrumentação e camadas sobre camadas de luxo, elevação e inegável calor espiritual".
Siobhan Kane, escrevendo para o The Irish Times, deu ao álbum 4 estrelas de 5 possíveis, elogiando o poder do vocal de Enya "que consegue ser frágil e forte ao mesmo tempo" em "So I Could Find My Way", e resumiu o álbum como "substancioso e envolvente". Brad Nelson, em sua resenha para Pitchfork, comparou o álbum com a sensação "de ser abraçado pela brisa" e disse com "alguma segurança" que Dark Sky Island é o melhor álbum de Enya desde The Memory of Trees (1995), lançado há quase vinte anos. Ele deu uma avaliação positiva e uma nota de 7.1 de 10. Elogiou Enya por "desviar um pouco de sua estética " e destacou "Even in the Shadows" como um bom exemplo, chamando a canção de "uma das melhores do álbum".

## Lista de faixas
Todas as letras escritas por Roma Ryan, todas as músicas por Enya, e todas as faixas produzidas por Nicky Ryan.
| Dark Sky Island – Edição padrão |                             |         |  |
| N.º                             | Título                      | Duração |  |
| 1.                              | "The Humming..."            | 3:42    |  |
| 2.                              | "So I Could Find My Way"    | 4:25    |  |
| 3.                              | "Even in the Shadows"       | 4:13    |  |
| 4.                              | "The Forge of the Angels"   | 5:12    |  |
| 5.                              | "Echoes in Rain"            | 3:33    |  |
| 6.                              | "I Could Never Say Goodbye" | 3:28    |  |
| 7.                              | "Dark Sky Island"           | 4:56    |  |
| 8.                              | "Sancta Maria"              | 3:50    |  |
| 9.                              | "Astra et Luna"             | 3:20    |  |
| 10.                             | "The Loxian Gates"          | 3:33    |  |
| 11.                             | "Diamonds on the Water"     | 3:33    |  |
| Duração total:                  | Duração total:              | 43:45   |  |

| Dark Sky Island – faixas bõnus da edição deluxe |                       |         |  |
| N.º                                             | Título                | Duração |  |
| 12.                                             | "Solace"              | 3:56    |  |
| 13.                                             | "Pale Grass Blue"     | 3:33    |  |
| 14.                                             | "Remember Your Smile" | 2:57    |  |
| Duração total:                                  | Duração total:        | 54:11   |  |

## Créditos
- Enya – vocais, instrumentação, mixagem

Músicos adicionais
- Eddie Lee – contrabaixo em "Even in the Shadows"

Produção
- Roma Ryan – letras, língua loxian, fonte
- Nicky Ryan – arranjos, engenheiro de som, mixagem, concepção da capa do álbum
- Dick Beetham – masterização no estúdio 360 Mastering em Hastings
- Daniel Polley – consultor digital, técnico
- Simon Fowler – concepção da capa do álbum, fotografia
- Richard Welland – layout do folheto
- Michael Whitham – comissário

## Desempenho nas paradas
| Parada musical (2015)                 | Melhor posição |
| ------------------------------------- | -------------- |
| Alemanha (Offizielle Deutsche Charts) | 3              |
| Austrália (ARIA)                      | 8              |
| Áustria (Ö3 Austria Top 40)           | 6              |
| Bélgica (Ultratop Flandres)           | 3              |
| Bélgica (Ultratop Valônia)            | 3              |
| Canadá (Billboard)                    | 6              |
| Coreia do Sul (GAON)                  | 23             |
| Coreia do Sul (GAON)                  | 3              |
| Croácia (IFPI)                        | 12             |
| Dinamarca (Hitlisten)                 | 21             |
| Escócia (Official Scottish Albums)    | 7              |
| Espanha (PROMUSICAE)                  | 12             |
| Estados Unidos (Billboard 200)        | 8              |
| Finlândia (Suomen virallinen lista)   | 23             |
| França (SNEP)                         | 31             |
| Hungria (MAHASZ)                      | 4              |
| Irlanda (IRMA)                        | 7              |
| Itália (FIMI)                         | 8              |
| Japão (Oricon)                        | 17             |
| Noruega (VG-lista)                    | 13             |
| Nova Zelândia (RMNZ)                  | 8              |
| Países Baixos (Dutch Charts)          | 5              |
| Polónia (ZPAV)                        | 14             |
| Portugal (AFP)                        | 13             |
| Reino Unido (Official Albums Chart)   | 4              |
| República Tcheca (ČNS IFPI)           | 6              |
| Suécia (Sverigetopplistan)            | 22             |
| Suíça (Schweizer Hitparade)           | 2              |

| Parada musical (2015)          | Melhor posição |
| ------------------------------ | -------------- |
| Austrália (Australian Albums)  | 50             |
| Bélgica (Ultratop 50 Flandres) | 48             |
| Bélgica (Ultratop 40 Valônia)  | 59             |
| Países Baixos (MegaCharts)     | 20             |
| Suíça (Schweizer Hitparade)    | 63             |

| Região (Certificador) | Certificação | Vendas   |
| --------------------- | ------------ | -------- |
| Alemanha (BVMI)       | Ouro         | 100.000+ |
| Austrália (ARIA)      | Ouro         | 35.000+  |
| Bélgica (BEA)         | Ouro         | 15.000+  |
| Canadá (Music Canada) | Ouro         | 40.000+  |
| Hungria (MAHASZ)      | Platina      | 2.000+   |
| Nova Zelândia (RIANZ) | Ouro         | 7.500+   |
| Suécia (GLF)          | Ouro         | 20.000+  |
| Suíça (IFPI)          | Ouro         | 10.000+  |
| Reino Unido (BPI)     | Ouro         | 100.000+ |

## Histórico de lançamento
| Região | Data                   | Formato(s)          | Gravadora                        | Ref.                        |
| ------ | ---------------------- | ------------------- | -------------------------------- | --------------------------- |
| Mundo  | 20 de novembro de 2015 | CD Download digital | Aigle Music Warner Music Reprise | [ 63 ] [ 64 ] [ 65 ] [ 66 ] |
| Mundo  | 18 de dezembro de 2015 | LP                  | Warner Music Reprise             | [ 67 ] [ 68 ]               |